# پاشلک شمالگانی
 پاشلک شمالگانی (نام علمی: Coenocorypha aucklandica) نام یک گونه از تیره آبچلیک است.